# Matriu idempotent
Una matriu quadrada es diu matriu idempotent quan en multiplicar-la per si mateixa continua sent la mateixa.
La matriu identitat és idempotent, i per tant, si {\displaystyle A} és una matriu idempotent, {\displaystyle AB=BA}.
Si una matriu {\displaystyle {\begin{pmatrix}a&b\\c&d\end{pmatrix}}} es idempotent, aleshores
- {\displaystyle a=a^{2}+bc}
- {\displaystyle b=ab+bd,} implicant {\displaystyle b(1-a-d)=0} llavors {\displaystyle b=0} or {\displaystyle d=1-a,}
- {\displaystyle c=ca+cd,} implicant {\displaystyle c(1-a-d)=0} llavors {\displaystyle c=0} or {\displaystyle d=1-a,}
- {\displaystyle d=bc+d^{2}.}